# Zeche Neuruhrort
Die Stollenzeche Neuruhrort (auch „Neu Ruhrort“) lag in Oberdahlhausen, einem Dorf im Südwesten von Bochum unweit der Ruhr.
Sie war bereits um 1750 in Betrieb, auch wenn eine offizielle Mutung erst für 1769 dokumentiert ist, vermutlich wegen eines Besitzerwechsels. Nach einer Vermessung des Grubenfeldes anno 1788 kommt das Bergwerk über Stollenbetrieb nicht hinaus.
Erst 1920 wird ein tonnlägiger Schacht angelegt, der aber im Jahr darauf wieder aufgegeben wird, weil die Zeche schließt. Das Grubenfeld wird von der in Essen-Steele beheimateten Zeche Robert übernommen.
Fast 20 Jahre lag der Neuruhrort-Stollen (mit Mundloch in der Straße Am Ruhrort in Oberdahlhausen) ungenutzt still. Doch 1940 wird der Betrieb wieder aufgenommen. Kriegsbedingt dauerte diese Renaissance nur ein Jahr. Doch dann wurde 1943 die Zeche als Unternehmen offiziell wiederbegründet. Der tonnlägige Schacht wurde weiter geteuft, 1945 begann die Förderung und betrug am Ende des Jahres 8.000 t Kohle.
Fünf Jahre später, 1950, waren es 50.000 t mit 205 Beschäftigten. 1952 war mit 61.000 t Jahresförderung, erzielt von 230 Beschäftigten, der Höhepunkt erreicht. Danach gingen die Kohlevorräte nach und nach zur Neige. 1960 wurde Zeche Neuruhrort zum dritten Mal stillgelegt.
An dieses kleine Bergwerk erinnern im Bochumer Südwesten heute noch eine Schautafel in der Straße Am Ruhrort in Oberdahlhausen und der Name des im Nachbardorf Munscheid beheimateten FC Neuruhrort 1951, eines inzwischen namhaften Fußballvereins.